# Rolf Brem

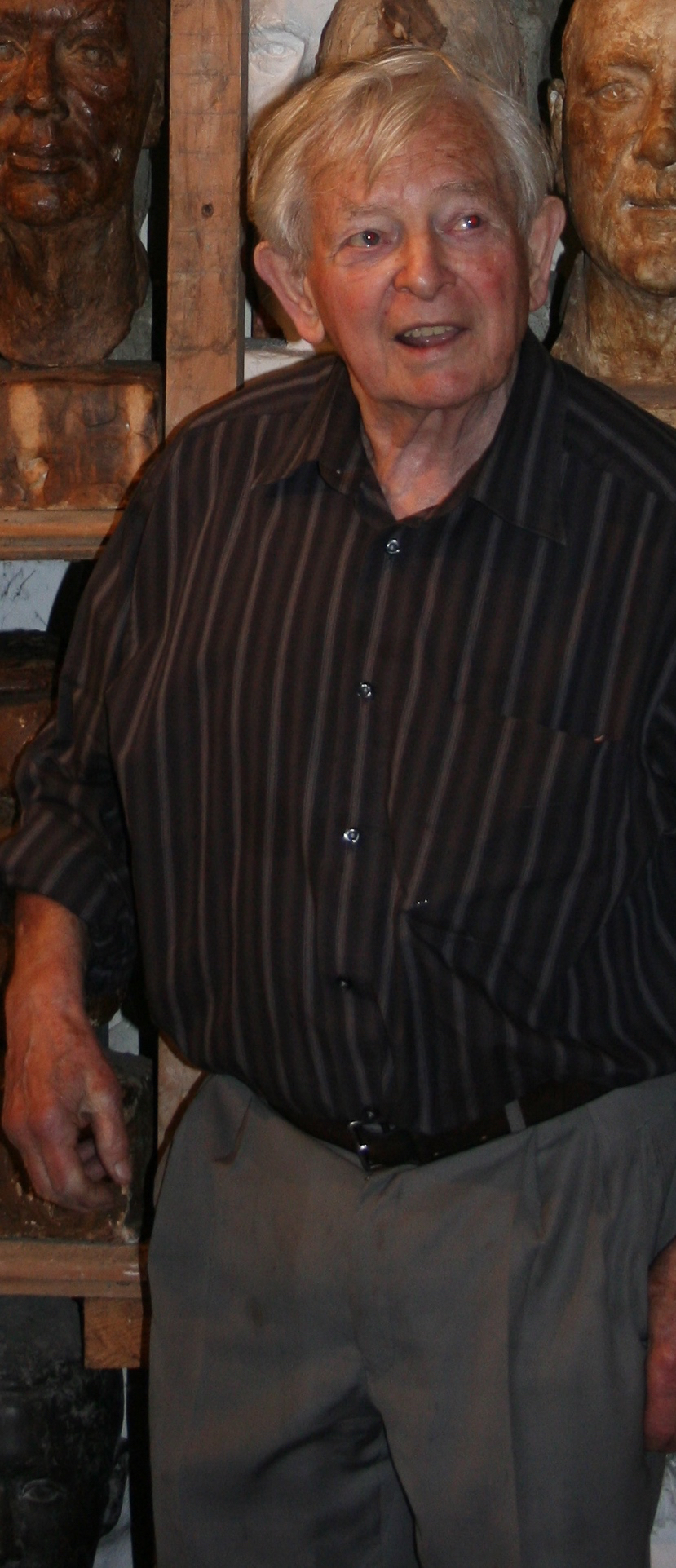

Rolf Brem (12 de febrero de 1926 - 11 de abril de 2014) fue un escultor suizo, ilustrador y artista gráfico. Trabajó en Meggen, cerca del lago de Lucerna.

## Biografía

### Infancia
Rolf Brem creció en un cuarto en Lucerna donde la mayoría de la gente tenía profesiones convencionales. Había carniceros, panaderos, trabajadores del metal o carpinteros. Su padre, Adolfo Brem, era un peluquero. El tío y padrino de Rolf Brem, Johan, era un obrero metalúrgico artista. Cuando Rolf Brem solo tenía siete años comenzó a modelar sus primeras esculturas. Hizo un retrato de Gessler en arcilla. Cuando la Segunda Guerra Mundial comenzó, hizo varios retratos del General Guisan, algunos pintados y otros en cemento. Rolf Brem fue incluso capaz de ganar algo de dinero mediante la venta de sus obras a sus compañeros de clase. En ese tiempo también hizo retratos de sus padres y sus amigos. Cuando Rolf Brem asistió a la escuela secundaria comenzó a pintar con colores al óleo. Sin embargo, continuó haciendo esculturas con arcilla. Asistió a la escuela secundaria a partir de 1939 hasta 1945. Brem dejó la escuela secundaria poco antes de sus exámenes finales. Luego tomó fotos de sus esculturas y se dirigió al artista Hermann Haller. Haller le aconsejó seguir una formación para un oficio con el fin de tener un salario constante. Él creía que no tardaría en mostrar si Rolf Brem tenía talento o no.

### Aprendizaje
Rolf Brem decidió iniciar un aprendizaje como ceramista. Después de unas semanas, Rolf Brem no estaba interesado más en su trabajo, por lo que decidió dejarlo y asistir a la escuela de arte en 1945. Durante este tiempo se le permitió asistir donde Hans von Matt, un escultor local. Después de tres años en la escuela de arte, Rolf Brem dejó de asistir porque quería trabajar. Él había oído hablar de un escultor llamado Karl Geiser, que nació en 1898. Karl Geiser fue uno de los más famosos escultores suizos cuyas obras eran muy solicitadas. Rolf Brem escribió a Karl Geiser y solicitó un trabajo como aprendiz. En 1948, Rolf Brem dejó de ir a la escuela por completo y trabajaba a tiempo completo para Karl Geiser. Los diez años siguientes Rolf Brem trabajó en el estudio de Karl Geiser. Él aprendió a fondo la artesanía y en el proceso se convirtió en un artista. Geiser mostró y explicó las formas claras de sus esculturas con él. Él le enseñó cómo mirar una cara correctamente con el fin de ser capaz de hacer un buen retrato.

### Estudios de producción artística

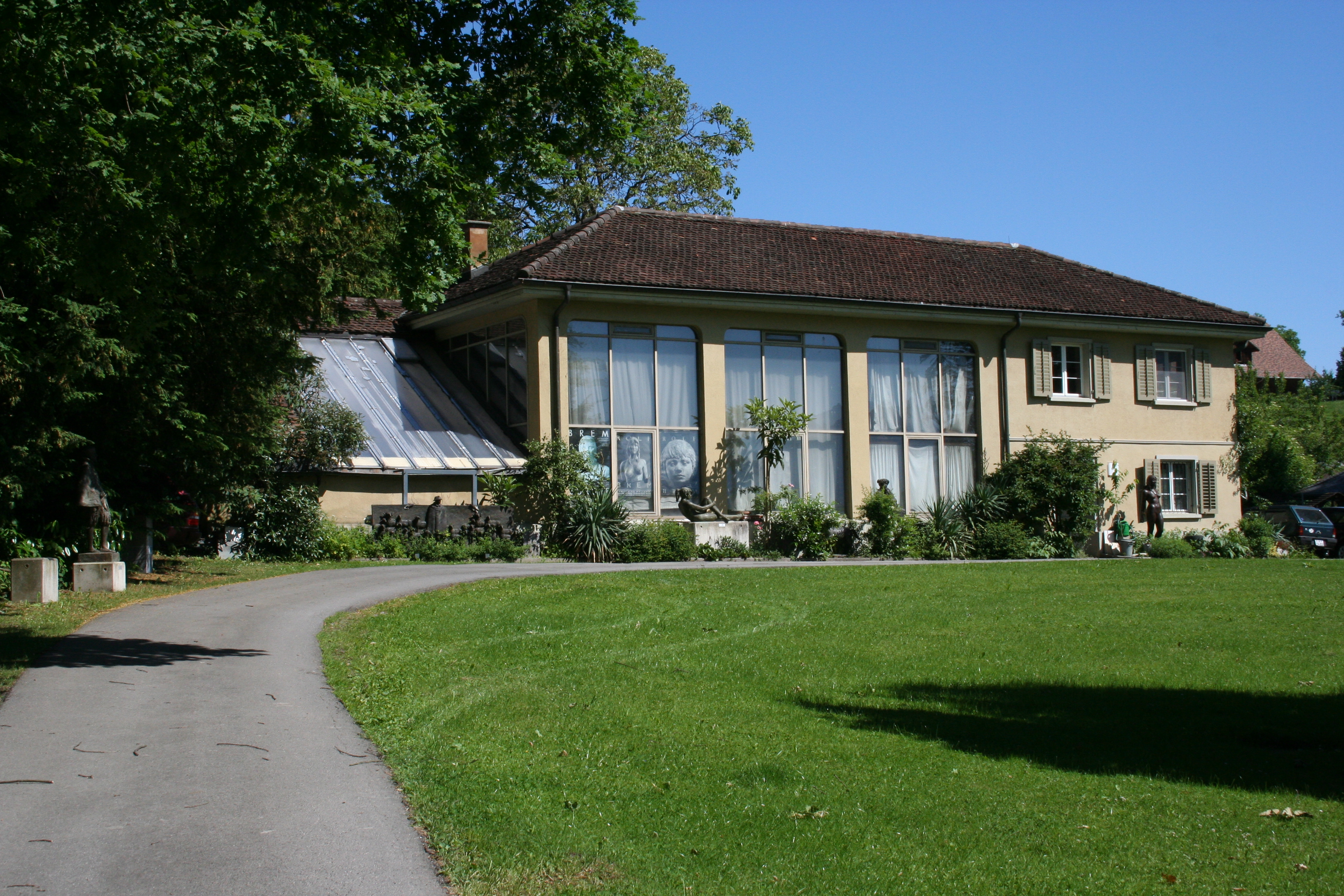
Estudio de Rolf Brems en St. Charles-Hall, Meggen, Lucerne, Suiza.

Rolf Brem no siempre fue al estudio de Karl Geiser en Zúrich. Desde 1946 hasta 1952 tenía su propio primer estudio en Lucerna, en una vieja casa destartalada en Maihofstreet. El estudio fue muy importante para Rolf Brem. Fue en su estudio donde hizo sus primeros retratos en su propio estilo. En 1952 pudo alquilar un nuevo estudio, una antigua fábrica de cerveza, en Zurichstreet, Lucerna. El nuevo estudio era más grande que el anterior y tenía agua y electricidad. Hubo una cubierta plana que Rolf Brem utilizó para hacer monumentales delineaciones. Rolf Brem era capaz de hacer su propia producción junto a la producción de Geiser. Pero la influencia todavía era notable. Desde 1957, Rolf Brem ha tenido su estudio en Meggen, cerca de Lucerna. Está situado en el antiguo invernadero del gran St. Charles-Hall. El estudio, que se encuentra en medio de un hermoso parque, es bastante grande y constantemente inundado por la luz. Rolf Brem ha utilizado este estudio durante más de cincuenta años. En 1972 Rolf Brem decidido tener un segundo estudio cerca de la fundidora, en la que encontró sus esculturas. El estudio está en Mendrisio, en la parte italiana de Suiza. Su estudio está situado en una antigua granja en Morbio Superiore en Mendrisiotto.

### Tiempos difíciles
Karl Geiser se suicidó en 1957. Fue una época difícil para Rolf Brem. Había trabajado para él hasta pocos días antes de su muerte. Rolf Brem, dijo que la muerte de Geiser fue aún más difícil de soportar que la muerte de sus padres. Después de la muerte de Karl Geiser, el estilo de Rolf Brem empezó a cambiar. Sus figuras eran menos estática. Se volvió más y más individual y ágil.

## Arte

### Retratos
Durante seis décadas, Rolf Brem ha creado cerca de 400 retratos hasta ahora. Algunos de ellos muestran a celebridades como el flautista James Galway, el autor Günther Grass, el líder empresarial Rainer Gut, el financiero Marc Rich y el inventor de la articulación de cadera artificial Maurice E. Müller. Debido a los buenos retratos requieren un cierto nivel de conocimiento entre el modelo y el artista, Rolf Brem tiene una buena relación con algunos de ellos hoy.

### Obras
Entre 1965 y 1985 Rolf Brem produjo varias esculturas para las iglesias y los cementerios. Hizo un crucifijo para la Iglesia Meggen y creó toda la decoración interior de la iglesia de San Bonifacio en Ginebra y de la iglesia en Nebikon. Rolf Brem creó el thaler para el aniversario 800 de Lucerna. En 1975 ganó el "Premio Internacional de la Médaille" en Cracovia. Después de la muerte de su esposa en 1982 comenzó a modelar cabras. Rolf Brem estaba fascinado por su carácter tenaz y de difícil solución. Estudió su estructura ósea y dibujó bocetos. Desde entonces, ha modelado cabras mientras están comiendo, durmiendo o mientras se rascan.

### Gran exhibición en Sevilla
En febrero de 1992, Rolf Brem recibió una invitación de Harald Szeemann, un conservador. Harald Szeemann estaba preparando la "Suisse Pavilion" en Sevilla para la gran exposición y quería mostrar retratos realizados por Rolf Brem. 136 retratos realizados por Rolf Brem se exhibieron. Todos los retratos fueron exhibidos en un estante.

### Creación de sus retratos
Rolf Brem raramente realiza bocetos antes de empezar a modelar. Le resulta más fácil trabajar con plástico. Por lo general toma su inspiración de su vida cotidiana. Si se da cuenta de algo, trata de hacer un modelo en su mente. Sin embargo, si quiere crear una figura alta, necesita un modelo real. Luego trata de plasmar la forma en arcilla, cera, cemento o plastilina. Tiene que ser un material flexible para que pueda jugar con el volumen. Para hacer una cabeza, inicia mediante la construcción de un marco de madera para evitar que la arcilla pueda caer. Primero da forma a una cabeza normal sin saber antes la apriencia de la persona. Rolf Brem organizaba varias reuniones de trabajo y gastaba alrededor de una hora a la vez en el retrato. Su concentración es solo buena alrededor de una hora, después se reduce rápidamente. Por lo general tarda de cuatro a seis reuniones hasta que se termine un retrato. Si Rolf Brem está cerca del resultado final, hace un molde de yeso para guardar su trabajo. Después es más fácil trabajar con valor. Una vez que termina formando el retrato y hace un molde de yeso, toma el molde de yeso fundido en Mendrisio para echarlo en bronce.